# 배금
배금(1969년 3월 21일 ~ )은 대한민국의 가수이다.

## 방송
- 2019년 MBN 보이스퀸

## 음반
- 1995년 메들리 아파트 아가씨
- 1999년 사랑이 괴로워도 사랑사랑하지마